# Las tres muertes de Marisela Escobedo
Las tres muertes de Marisela Escobedo es un documental mexicano, del director mexicano Carlos Pérez Osorio, estrenada en 2020 por la plataforma Netflix. Aborda el caso de Marisela Escobedo Ortiz, activista mexicana asesinada en 2010 mientras mantenía un plantón en protesta por la falta de justicia en el feminicidio de su hija Rubí ocurrido en el año 2008.
El documental está basado en la investigación de la periodista Karla Casillas Bermúdez.

## Sinopsis
En 2008 Rubí Marisol Frayre Escobedo, de 16 años de edad, es asesinada por su pareja Sergio Rafael Barraza Bocanegra. El documental narra la lucha que inició Marisela Escobedo Ortiz ante la falta de impartición de justicia por parte del estado de Chihuahua en el caso de su hija. Cuenta cómo con recursos propios  localiza a Barraza en Zacatecas, logra que la policía lo detenga y pese a la confesión del crimen en el juicio y el señalamiento del lugar de sepultura de los restos, los jueces lo declaran inocente por falta de pruebas.
Escobedo inicia caminatas en protesta contra la resolución, posteriormente un tribunal de circuito revoca la sentencia, declara y sentencia a Barraza por asesinato. Sin embargo, éste ya había escapado de Chihuahua. Marisela retoma sus protestas y llega a la Ciudad de México, donde solicita una reunión con Felipe Calderón la cual es negada. Después de no ser atendida por ninguna autoridad estatal instala un platón frente al Palacio de Gobierno, y el 16 de diciembre de 2010 es asesinada de un balazo en la cabeza.